# Ligne 127 (chemin de fer slovaque)
Pour les articles homonymes, voir Ligne 127.
La ligne 127 de Žilina à Čadca (frontière) est une ligne ferroviaire d'infrastructure slovaque. C'est une ligne électrifiée, longue de 37 kilomètres, elle comporte deux voies à écartement normal. Partie d'un important axe ferroviaire, elle relie les villes de Žilina et Čadca et est prolongée par la ligne de Bohumín à Čadca (frontière) de la république tchèque.

## Histoire
La ligne de Žilina à Čadca est une section de la ligne de Žilina à Bohumín lorsqu'elle est mise en service le 8 janvier 1871.
La ligne de Žilina à Čadca est électrifiée le 23 septembre 1964.